# 3rdステーション
『3rdステーション』（サードステーション）は、後藤真希の3枚目のオリジナル・アルバム。

## 概要
『②ペイント イット ゴールド』以来1年1か月ぶりのオリジナル・アルバム。シングル表題曲3曲を収録。BOXパッケージ仕様。

## 収録曲
特記以外　全作詞・作曲：つんく
1. エキゾなDISCO
編曲：平田祥一郎
ウィスパーボイスで歌われている。
2. さよなら「友達にはなりたくないの」
作曲：たいせー　編曲：鈴木Daichi秀行
3. 横浜蜃気楼
作曲：はたけ　編曲：西田昌史
4. シンガポール トランジット
編曲：高橋諭一
5. 来来!「幸福」
編曲：田中直
6. 渡良瀬橋（後藤Version）
作詞：森高千里　作曲：斉藤英夫　編曲：高橋諭一
森高千里のカバー曲。
7. ポジティブ元気!
編曲：鈴木Daichi秀行・ニューロティカ
8. サヨナラのLOVE SONG
編曲：馬飼野康二
10thシングル。主演ミュージカル『サヨナラのLOVE SONG』主題歌。
9. 恋愛戦隊シツレンジャー（後藤Version）
編曲：鈴木Daichi秀行
後浦なつみ名義でリリースした曲のセルフカバー。
10. ステーション
編曲：平田祥一郎
11. 19歳のひとり言
編曲：高橋諭一

## 参加ミュージシャン
エキゾなDISCO
- プログラミング：平田祥一郎
- コーラス：後藤真希・つんく

さよなら「友達にはなりたくないの」
- プログラミング&ギター：鈴木Daichi秀行
- アコースティックギター：こーじ

横浜蜃気楼
- プログラミング：岩戸崇
- ギター：峰正典
- ベース：寺沢功一
- コーラス：後藤真希

シンガポール トランジット
- プログラミング&ギター&コーラス：高橋諭一
- コーラス：後藤真希

来来!「幸福」
- プログラミング：田中直
- ギター：こーじ
- コーラス：後藤真希・つんく

渡良瀬橋 (後藤 Version)
- プログラミング&ギター：高橋諭一

ポジティブ元気!
- プログラミング&ギター：鈴木Daichi秀行
- ギター：こーじ
- コーラス：後藤真希

サヨナラのLOVE SONG
- キーボード&プログラミング：馬飼野康二
- アコースティックギター：松宮幹彦
- エレクトリックベース：くどうたけし
- バイオリオンソロ：加藤高志
- コーラス：川村ゆみ・曳田修

恋愛戦隊シツレンジャー (後藤 Version)
- プログラミング：鈴木Daichi秀行
- ギター：こーじ
- コーラス：竹内浩明・つんく

ステーション
- プログラミング：平田祥一郎
- コーラス：後藤真希

19歳のひとり言
- プログラミング&ギター：高橋諭一
- ギター：こーじ
- コーラス：後藤真希